# Keo Sokpheng
Keo Sokpheng (en camboyano: កែវ សុខផេង; provincia de Kratié, Camboya; 3 de marzo de 1992) es un futbolista de Camboya que juega en las posiciones de extremo y delantero con el Phnom Penh Crown de la Liga C desde el año 2025.

## Carrera

### Club
| Periodo   | Club              |
| --------- | ----------------- |
| 2012–2015 | Boeung Ket Angkor |
| 2015–2017 | Phnom Penh Crown  |
| 2018      | PKNP FC           |
| 2018–2023 | Visakha FC        |
| 2025–     | Phnom Penh Crown  |

### Selección nacional
Sokpheng jugó con Camboya en cuatro partidos de los Juegos del Sudeste Asiático de 2015 donde anotó tres goles. Fue convocado para jugar en la clasificación de AFC para la Copa Mundial de Fútbol de 2018, donde jugó en la derrota por 0-1 ante Afganistán. Su primer gol internacional lo anotó en un partido amistoso ante Bután en Nom Pen que terminó con victoria por 2-0.
Sokpheng anotó 4 goles en los Juegos del Sudeste Asiático de 2019 en Filipinas donde terminó en cuarto lugar.

## Logros
- Liga C (2): 2012, 2015
- Copa Hun Sen (2): 2020, 2021, 2022